# Frauds
Pour plus de détails, voir Fiche technique et Distribution.
Frauds est un film australien réalisé par Stephan Elliott, sorti en 1993.

## Synopsis
Jonathan Wheats et son meilleur ami Michael Allen organisent pour s'amuser un faux cambriolage de la maison des Wheats. Beth, l'épouse de Jonathan, les surprend et tue Michael avec une arbalète. Elle est innocentée par le tribunal, qui conclut à une mort accidentelle, alors que Jonathan fait une fausse déclaration de vol. La compagnie d'assurance envoie alors l'excentrique et manipulateur enquêteur Roland Copping. Ce dernier soupçonne rapidement que le couple cherche à le tromper.

## Fiche technique
- Réalisation : Stephan Elliott
- Scénario : Stephan Elliott
- Photographie : Geoff Burton
- Montage : Brian Kavanagh, Jill Savitt et Frans Vandenburg
- Musique : Guy Gross
- Pays d'origine :  Australie
- Langue originale : anglais
- Format : couleur - 1,85:1 - Dolby
- Genre : comédie noire
- Durée : 94 minutes
- Dates de sortie : 
  - Festival de Cannes : mai 1993
  -  Australie : 21 juillet 1994

## Distribution
- Phil Collins : Roland Copping
- Hugo Weaving : Jonathan Wheats
- Josephine Byrnes : Beth Wheats
- Peter Mochrie : Michael Allen
- Helen O'Connor : Margaret
- Rebel Penfold-Russell : la mère
- Colleen Clifford : Mrs. Waterson
- Nicholas Hammond : l'inspecteur Simms

## Récompenses et distinctions
Le film a été projeté en compétition au Festival de Cannes ainsi qu'au Festival international du film de Catalogne en 1993. Il a remporté le Corbeau d'or au Festival international du film fantastique de Bruxelles en 1994.